# Поезд свободы (Чехословакия)
Поезд свободы — такое название получил в Чехии случай угона пассажирского поезда, который произошёл 11 сентября 1951 года. На поезде совершили массовый побег противники коммунистического режима в Социалистической Чехословакии.

## Обстоятельства
Экспресс № 63 в Хеб отправился из Праги в 9:55 11 сентября 1951 года. В голове поезда находился паровоз серии 365 номер 011. Поезд следовал через Пльзень и Марианске-Лазне. На станцию Хеб поезд прибыл в 14:12. Из состава поезда там оставили три вагона (остальные остались на станции чтобы затем вернуться в Прагу), к ним прицепили ещё и служебный вагон и во главу поезда поставили тот же паровоз. Этот поезд следовал на станцию Аш (с остановками на станциях Франтишкови-Лазне и Хазлов чеш. Hazlov) как пассажирский поезд № 3717. При остановке на станции Хазлов машинист паровоза Ярослав Конвалинка (чеш. Jaroslav Konvalinka) якобы сознательно (по другим данным он не был посвящён в планы беглецов, но это не стыкуется с другими фактами) вызвал экстренное торможение поезда и в связи с необходимым осмотром экипажной части паровоза задержал поезд на 4 минуты, причём в это время он отключил тормозную систему. Обычно пригородный поезд № 3717 отправлялся в Аш с паровозом тендером вперёд, но в этот раз машинист за время переформирования поезда развернул локомотив, и он ехал котловой частью вперёд что позволило затем достигнуть максимальной скорости при пересечении границы Чехословакии и Западной Германии.
Один из заговорщиков Карел Трукса (чеш. Karel Truksa) утром того дня ездил в Аш для того, чтобы узнать точно когда должны переводиться стрелки по направлению на границу (видимо для пропуска составов через границу). Воспользовавшись тем, что служебное здание станции на непродолжительное время было оставлено без присмотра, он смог это узнать.
В 14:26 на станции Франтишкови-Лазне в поезд подсела часть группы заговорщиков, решивших бежать. На станции Хазлов (как уже сказано было выше) машинист отключает тормоза состава (а воздух был выпущен при экстренном торможении). Доктор Ярослав Швец (чеш. Jaroslav Švec), прибывший сюда на автомобиле со станции Аш, информирует машиниста, что всё нормально. Машинист набирает скорость и станцию Аш проскакивает на скорости около 70 км/ч, с тем чтобы исключить возможность остановки и сбить заграждения на границе.
В момент пересечения границы в поезде находилось 110 пассажиров, а также железнодорожные служащие. После совершённого побега известно о 35 пассажирах, которые не захотели или не решились вернуться обратно. Известны родственники и знакомые тех, кто оказался участником этой акции, кто в результате лишился работы, был вынужден переехать из приграничного города и лишился свободы на срок 6,5 лет, как родственники доктора Швеца, которые остались в Аше — Мария и Йозеф Лишка.